# Paradelphomyia (Oxyrhiza) angustistyla
Paradelphomyia (Oxyrhiza) angustistyla is een tweevleugelige uit de familie steltmuggen (Limoniidae). De soort komt voor in het Oriëntaals gebied.